# Reginleif
Reginleif, na mitologia nórdica, é uma valquíria, cujo nome significa "Herança dos deuses". Reginleif servia a Odin capturando as almas de guerreiros para seus exércitos em Valhala. Por razões desconhecidas, Reginleif caiu em desgraça e esperou redimir-se aos olhos de Odin adiando o Ragnarok.
As valquírias originais eram Brunilda ("correspondente de batalha"), Sigrun ("runa da vitória"), Kara, Mist, Skogul ("batalha"), Prour ("poder"), Herfjotur ("grilhão de guerra"), Raogrior ("paz de deus"), Gunnr ("lança de batalha"), Skuld ("aquela que se transforma"), Sigrdrifa ("tempestade da vitória"), Svava, Hrist ("a agitadora"), Skeggjold ("usando um machado de guerra"), Hildr ("batalha"), Hlokk ("estrondo da batalha"), Goll ("grito da batalha"), Randgrior ("escudo de paz"), Reginleif ("herança dos deuses"), Rota ("aquela que causa tumulto") e Gondul ("varinha encantada" ou "lobisomem").